# かつて存在した情報機関の一覧
かつて存在した情報機関の一覧（かつてそんざいしたじょうほうきかんのいちらん）は、かつて存在していた情報機関の一覧である。
現存するものは、情報機関の一覧にて扱う。
この一覧は未完成です。加筆、訂正して下さる協力者を求めています。

## アジア
日本
- 戦国時代 - 忍者
- 江戸時代 - 御庭番、隠密
- 大日本帝国
  - 内閣情報局
  - 内務省警保局保安課
    - 特別高等警察
    - 朝鮮総督府警務局保安課
    - 台湾総督府警察保安課
    - 関東州庁警察部高等警察課

  - 大本営
    - 陸軍部
      - 陸軍参謀部第2部
      - 中央特種情報部

    - 海軍部海軍参謀部第3部

  - 陸軍中野学校
  - 陸軍憲兵隊
  - 海軍特別警察隊
  - 明石機関 - 明石元二郎大佐がロシア工作を目的に欧州で育成した協力者グループ。
  - 特務機関 - 明石機関をモデルに大日本帝國陸軍省・海軍省・外務省・民間企業・民間人が創った情報機関群。
    - ハルビン特務機関 - のちに関東軍情報部に再編。
    - F機関 - 機関長 藤原岩市
      - 岩畔機関 - 機関長 岩畔豪雄
        - 光機関

    - 東機関 - 外務省
    - 南機関 - 機関長 鈴木敬司
    - 児玉機関 - 児玉誉士夫が上海に作った機関
    - 松機関 - 機関長 岡田芳政少佐
    - 里見機関 - 里見甫
    - 梅機関 - 機関長 影佐禎昭

  - 外務省
    - 情報部
      - ラヂオ室 - 戦後に一般財団法人 ラヂオプレスとして独立。

  - 満鐵調査部 - 南滿洲鐵道株式會社調査部、オールラウンダー財閥であった南滿洲鐵道株式會社の情報機関。
  - 日露通信社 - 旧日露貿易通信社
  - 露西亜通信社 - のちに日露通信社を吸収して日蘇通信社に改称。
  - 同盟通信社 - 戦後に共同通信社と時事通信社に引き継がれた。
- 日本国
  - 連合国軍最高司令官総司令部(GHQ)参謀第2部(G2)・キャノン機関(Z機関、本郷機関)傘下
    - 河辺機関 - 戦後の日本における、G2・河辺虎四郎・辰巳栄一らによる反共主義工作機関。現一般財団法人 世界政経調査会。
    - 柿の木坂機関、矢板機関、日高機関、伊藤機関、有末機関

  - 寺田技術研究所 - 1952年から公安調査庁傘下で戦前のハルビン特務機関や日ソ通信社を出自とする放送受信・無線傍受を担当した機関。のちに極東通信社と改称、更に業務を陸上自衛隊中央調査隊が引継ぎ、1976年解散。
  - 防衛庁・省
    - 調査隊 (陸上自衛隊) - のちに陸上自衛隊情報保全隊を経て自衛隊情報保全隊に再編
      - 陸上自衛隊中央調査隊

    - 陸上幕僚監部
      - 第2部別室 (二別) - のちに調査部第2課別室 (調別)に改編、現情報本部電波部。

    - 陸上自衛隊調査学校 - のちに陸上自衛隊小平学校情報教育部・語学教育部に統合、現陸上自衛隊情報学校

満州国
- 保安局 (満洲国)

中国
- 唐 - 進奏院（中国語版）
- 明 - 錦衣衛(1368-1645)、東廠(1420-1644)、西廠(1477-1510年?)、内行廠（中国語版）
- 清 - 尚虞備用処（中国語版）
- 中国 - 中国共産党中央特別行動科（中国語版）、軍事委員会調査統計局(1927-1946)、中共中央調査部（中国語版）

台湾
- 台湾警備総司令部（中国語版）

ロシア・ソビエト連邦
- チェーカー
- 国家政治保安部(1922年2月-1953年9月)
- 内務人民委員部(1934–1946)
- 国家保安人民委員部(MGB、1943–1953)
- ソ連国家保安委員会(KGB、1954–1991)

## ヨーロッパ
イギリス
中世イギリスにおいては恒常的な諜報組織もなく、体系的な技術もないアマチュアによる活動であった。そのため、エドワード3世やエリザベス1世などが必要に迫られて諜報組織を立ち上げた。
暗号解読のみは継続して研究所が置かれていた。
エリザベス1世の主席宰相フランシス・ウォルシンガムのスパイネットワークは、カトリックとプロテスタントの宗教対立、スペインとの戦争などの国内・国外事情の緊張から必要に迫られて作られることになった。なお、この組織は小規模な組織ながらウォルシンガムの私財で動いていたため、ウォルシンガムともども晩年には破産に近い状態となっていた。
- Directorate of Military Intelligence (United Kingdom)（英語版）（1873 - 1964） - クリミア戦争で情報戦の重要性が確認され、戦争省内に情報部が置かれた[1]。
- SOE（特殊作戦執行部）（1940 - 1946）

ドイツ
- 神聖ローマ帝国 - 宮廷軍事局[2]
- ドイツ帝国 - アプヴェーア、国家保安本部、ゲシュタポ、秘密野戦警察、Sicherheitsdienst、B-Dienst（ドイツ語版）、Marinenachrichtendienst（ドイツ語版）、Abteilung III b（ドイツ語版）
- 西ドイツ - ゲーレン機関[3]、Zentrum für Nachrichtenwesen der Bundeswehr（ドイツ語版）
- 東ドイツ - シュタージ、Militärische Aufklärung der Nationalen Volksarmee（ドイツ語版）

イタリア
- ローマ帝国 - Agentes in rebus（英語版）、Areani（英語版）、Bureau of Barbarians（英語版）、Frumentarii（英語版）、speculatores augusti（英語版）
- イタリア王国 - OVRA（英語版）

ポルトガル
- ポルトガル共和国（エスタド・ノヴォ）- PIDE（英語版） （1933-1969）

チェコ
- StB（英語版）(1945-1990)

ルーマニア
- ルーマニア社会主義共和国 - セクリターテ（1948-1990）

## 中東
イラン
- SAVAK（英語版）(1957-1979)

トルコ
- オスマン帝国 - Martolos（英語版）、Teşkîlât-ı Mahsûsa（トルコ語版）、Yıldız İstihbarat Teşkilatı（トルコ語版）
- 第一次世界大戦後 - Karakol Cemiyeti（トルコ語版）
- Millî Emniyet Hizmeti（トルコ語版）(1926 - 1965)。1965年以降は、トルコ国家情報機構として存続。

エジプト
- マムルーク朝 - Qussad（قصاد）[4]

## アメリカ大陸
アメリカ合衆国
- ブラック・チェンバー